# Seiyū

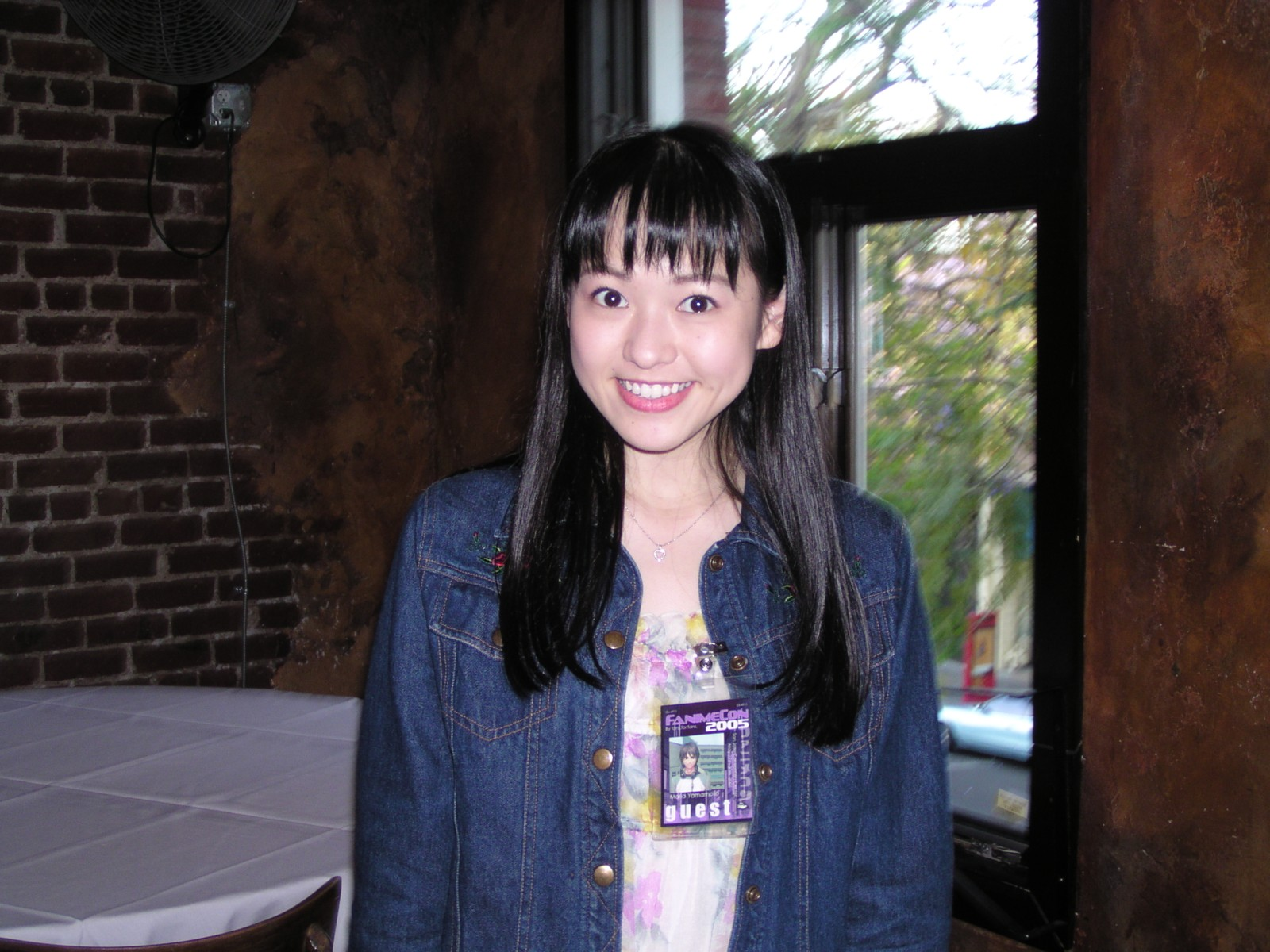
La seiyū Maria Yamamoto au FanimeCon de 2005 à San José, en Californie.

« Seiyu » redirige ici. Pour les autres significations, voir Seiyu (homonymie).
Seiyū (声優) est le nom que l'on donne aux acteurs spécialisés dans les voix au Japon.

## Historique
Le Japon détient une part de marché importante dans la télévision. Cette industrie de l'animation produisant, au début des années 2000, 60 % des séries animées dans le monde, le doublage est bien plus important que dans la plupart des autres pays. 
En 1973, environ 200 seiyū sont en activité, ce secteur d'activité s'est considérablement développé et a gagné en popularité depuis la fin des années 1970.
En plus d'être utilisés dans le domaine de la narration radiophonique et en tant que voix off pour les programmes télévisés et films non-japonais, les seiyū prêtent leurs voix à beaucoup d’animes et de jeux vidéo. Les seiyū célèbres — spécialement féminins tels que Kana Hanazawa, Kikuko Inoue, Megumi Hayashibara, Aya Hirano, Aya Hisakawa, Mitsuki Saiga, Nana Mizuki, Paku Romi et Rie Kugimiya — possèdent souvent des fan clubs internationaux. Certains fans ne regardent une série que pour entendre leur seiyū préféré. Certains comédiens de post-synchronisation japonais mettent en avant leur talent dans le domaine de la chanson, et certains autres deviennent acteurs ou présentateurs de télévision.
Au Japon, il existe, en 2002, environ 130 écoles spécialisées dans le doublage. Les compagnies de télévision possèdent leurs propres troupes de comédiens au doublage. Des revues se focalisant principalement sur les seiyū sont publiées au Japon. On estime à 1 600 le nombre de seiyū au Japon[Quand ?], avec 1 à 4 nouvelles ouvertures par an[réf. souhaitée].
Le métier, en lui-même, est le sujet principal de plusieurs mangas et animes tels que Love Get Chu (en), Rec, Seiyuka! (en), et The Many Sides of Voice Actor Radio (en)
.

## Étymologie
À l'origine au Japon, les comédiens de doublage étaient appelés koe no haiyū (声の俳優, litt. « acteur de voix »). Par commodité, il a été raccourci en ne prenant que le premier et le dernier kanji (声優), ce qui donne seiyū.

### Character voice
Dans les médias japonais, l'abréviation CV ou CV. (de l'anglais « character voice ») est depuis les années 1980 couramment accolée au nom du seiyū (équivalant ainsi à la mention « comédien de doublage » ou « voix » en français) pour indiquer un rapport extradiégétique avec un élément de l'œuvre à laquelle il est rattaché, comme le rôle qu'il interprète — par exemple quand le seiyū interprète lui-même une chanson de l'œuvre en tant que personnage, et que la limite entre les deux est floue ou absente.